# Liste der Monuments historiques in Civry-en-Montagne
Die Liste der Monuments historiques in Civry-en-Montagne führt die Monuments historiques in der französischen Gemeinde Civry-en-Montagne auf.

## Liste der Objekte
| Bezeichnung              | Beschreibung                                                                        | Standort                                 | Kennzeichnung | Schutzstatus | Datum | Bild |
| ------------------------ | ----------------------------------------------------------------------------------- | ---------------------------------------- | ------------- | ------------ | ----- | ---- |
| Skulptur Heilige Barbara | Kalkstein, farbig gefasst, 16. Jahrhundert                                          | in der Kirche Ste-Marie-Madeleine (Lage) | PM21000626    | Classé       | 1960  |      |
| Skulptur Maria Magdalena | Aufsatz eines Prozessionsstabs; Holz, farbig gefasst und vergoldet, 17. Jahrhundert | in der Kirche Ste-Marie-Madeleine (Lage) | PM21000627    | Classé       | 1983  |      |